# Vardanes II Mamicônio

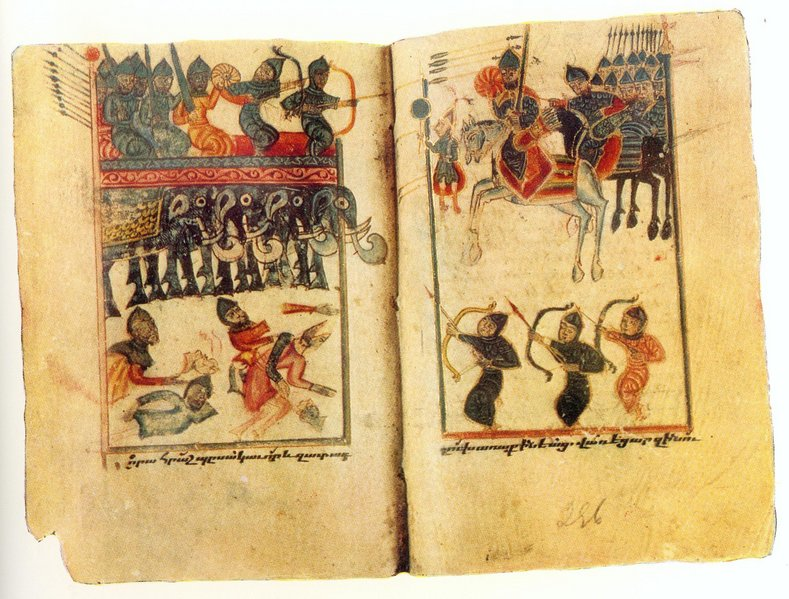
Uma iluminura medieval armênia representando a batalha de Avarair

Vardanes II Mamicônio (em armênio: Վարդան, em latim: Vardanes; em grego: Βαρδάνης, Bardánēs; Vardan; em parta: *Vardān; m. 26 de maio de 451) também conhecido como São Vardanes foi um chefe militar armênio. Estrategista, é reverenciado por sua coragem e é um dos maiores líderes militares e espirituais da Armênia antiga. Filho de Amazaspes I Mamicônio e Isaacanus, da família dos gregóridas (descendentes de Gregório, o Iluminador, o evangelizador da Armênia), e irmão de Maictes e Amazaspiano II.

## Nome
Vardanes (Βαρδάνης, Bardánēs) ou Vardânio (em latim: Vardanius; em grego: Βαρδάνιος, Bardánios) é a forma latina do persa médio Vardã (*Wardān), que pode ter derivado do parta vard- (em iraniano antigo *vr̥da-), "rosa", ou do iraniano antigo vard-, "virar". Foi registrado em grego como Ordanes (Ὀρδάνης, Ordánēs), Ordones (Ὀρδωνης, Ordōnēs) e Uardanes (Οὐαρδάνες, Ouardánēs), em aramaico de Hatra (wrdn) e armênio como Vardã (Վարդան, Vardan) e em georgiano como Vardã (em georgiano: ვარდან), Vardan) e Vardém (ვარდენ, Varden). Durante o Império Bizantino, por vezes foi usado como sinônimo do aparentado Bardas, a helenização do armênio Varde.

## Biografia
Desde seu advento, o xá Isdigerdes II (r. 438–457) começou a converter a Armênia ao zoroastrismo. Cerca de 449, emitiu um decreto obrigando os armênios a renunciar sua fé. Em contrapartida, a nobreza e o clero enviaram um manifesto em que eles forneciam sua obediência absoluta, mas recusaram qualquer ideia de apostasia e negaram ao rei o direito de intervir em assuntos religiosos. O rei então convocou os principais nacarares intimamente e forçou-os a escolher entre a conversão ou a morte. Eles correram, alguns como Vardanes relutantemente, mas usaram um subterfúgio envolvendo as prostrações rituais completas para o sol, enquanto respondiam às suas orações a Deus.
Os nacarares, ao voltarem para a Armênia, estavam acompanhados pelos padres masdeístas e comprometeram-se a fechar as igrejas e construir templos. Os nobres que apostataram, mesmo que em cerimônia falsa, reagiram lentamente ao descontentamento, e levaram as massas nos tumultos. Vardanes, desconfortável com a conversão simulada que teve que praticar e por não querer pegar em armas contra o rei, que permaneceu seu senhor, pretendia refugiar-se no Império Bizantino. O marzobã Vasaces I, preocupado com a deserção de um clã poderoso, enviou mensageiros que com sucesso fizeram-no abandonar seu projeto. Vardanes levou a cabo a insurreição contra os persas e reuniu a maior parte da nobreza armênia. Para não ficar isolado, Vasaces não teve outra escolha senão juntar-se a insurgência, apesar de sua fidelidade inabalável aos sassânidas.
Consciente de que estavam em menor número, enviou embaixada a Constantinopla, composta por seu irmão Maictes, Atão Genúnio, Vaanes II Amatúnio e Meruzanes Arzerúnio, porém não logrou resultados. Em maio de 451, Isdigerdes enviou à Armênia um exército que esmagou Vardanes em 26 de maio na Batalha de Avarair.

## Posteridade
Segundo Cyril Toumanoff, Vardanes era pai de:
- Susana, mártir morta em 17 de outubro de 475 por seu marido, o vitaxa de Gogarena Vasgeno.
- Vardanuces, casada em 451 com Arsabero II;
- Magno I, asparapetes em 451;

Magno é mencionado por uma fonte tardia, a Crônica de Miguel, o Sírio (século XIII), que afirma que governou a Armênia por 20 anos. A ausência de tal referência em crônicas armênias contemporâneas demonstra a improbabilidade, e Magno é considerado uma duplicata de seu primo Vaanes I, o Grande (em latim: Magnus) que foi efetivamente marzobã da Armênia de 485 a 505. Cyril Toumanoff considera que Magno teria existido, tendo morrido jovem, enquanto Christian Settipani não o menciona em suas reconstituições.
Christian Settipani menciona apenas duas meninas:
- Vardanucte[2] ou Susana, esposa de Vasgeno, vitaxa de Gogarena;[20]
- Vardanuces,[2] esposa de Arsabero II.[21]